# フリュギア語

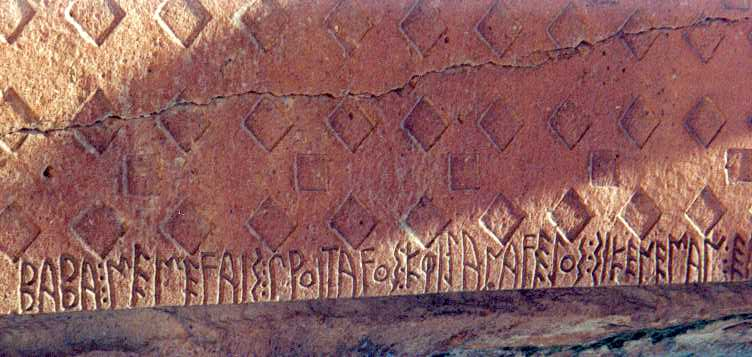
フリュギア語刻文（右側）

フリュギア語は古代の小アジア中部にいたフリュギア人が使ったインド・ヨーロッパ語族の言語で、死語である。フェニキア文字に由来しギリシア文字に似た文字で書かれた碑文が多数残されている。まだ意味不明のものも多いが、一部は意味が明らかにされている。
フリュギア語には紀元前800年頃から使われた古フリュギア語と、数百年を隔てた紀元前後から紀元後6世紀頃まで使われた新フリュギア語の2つがある。古フリュギア語はさらに地理的に数種類の方言に分けられる。プリュギア語、フリギア語ともいう。

## 起源・系統
フリュギア語はサテム語群に属すとされる。ギリシア語やアルメニア語と似た性質も見られるが、特に近いとはいえない。
古代の歴史家や神話によれば、フリュギアはトラキアあるいはアルメニアと深いつながりがあるという。フリュギア人はトラキアから小アジアに移住したというマケドニアの言い伝えがヘロドトスの『歴史』に見える。またアルメニアは元来フリュギアの植民地で、同じ民族と考えられていたとも書かれている。しかし現在フリュギア語についてわかっている点は少なく、トラキア語に至ってはさらに記録が乏しいため、トラキア語やアルメニア語との関係は明らかでない。
フリュギア人についてはミダス王などの神話伝承にも登場するが、最初の歴史文献はホメロスによるものとされる。『アフロディテ讃歌』の中でアフロディテはフリュギア王女のふりをしてトロイア王子に言い寄り「あなたの言葉はよくわかる」と言っており、フリュギアとトロイアの言語は似ていたとも考えられるが、トロイア語については現在何も知られていない。

## 文法
フリュギア語は典型的な印欧語と見られ、名詞等は格（少なくとも4格）、性（男性・女性・中性）、数（単数・複数）によって変化し、動詞は時制、態、法、人称と数によって活用した。しかしすべての変化形のわかっている単語はない。

## 語彙
かなりの数の単語が明らかにされており、推定される印欧祖語（PIE）に遡るものも多いが、意味や正確な読み方についてはまだ意見が一致しないものが多い。
フリュギア語の有名な単語には「パン」を意味する"bekos"があり、ヘロドトスの『歴史』の中に出てくる。エジプトのファラオが世界で一番古い言語を知りたいと思い、2人の子供を言葉を教えずに育てさせた。彼らがパンを欲しがって最初に発した言葉は"bekos"であり、ファラオはフリュギア語がエジプト語よりも古い言語だという結論を下したという。"bekos"という単語は古フリュギア語碑文で実際に知られており、英語のbake「パンを焼く」と同語源（PIE *bheHg-）とされる。
そのほかPIEに遡る語彙例としては、bedu「水」（PIE *wed、ギリシア語hudor、古スラヴ語voda、英語water）、brater「兄弟」（PIE *bhrater-、ギリシア語phratr、古スラヴ語brat、英語brother）などといったものがある。